# Slavko Avsenik
Slavko Avsenik (né le 26 novembre 1929 à Begunje, près de Bled en Slovénie, et mort dans cette ville le 2 juillet 2015) est un compositeur et accordéoniste slovène.

## Biographie

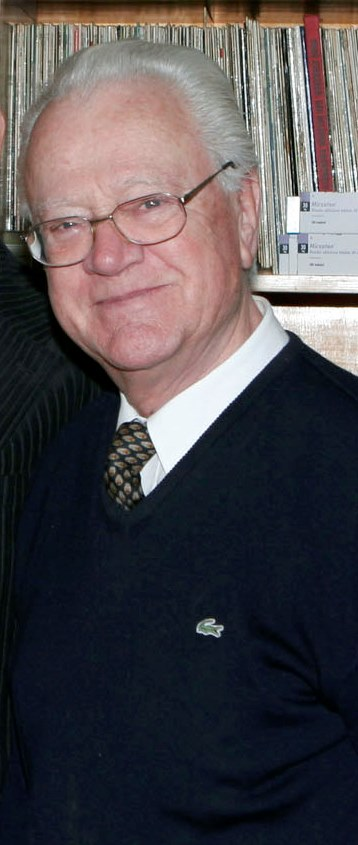
Slavko Avsenik en 2008

## Principaux titres
- 1954 : Trompetenecho (Polka), An der Sava (Walzer), Auf der Almhütte (Polka), Bauernkirmes (Walzer), Enzian-Walzer (Walzer), Fröhlicher Kehraus (Polka), Gartenfest (Polka), In den Bergen (Polka), Lustige Hochzeit (Polka), Slowenischer Bauerntanz (Polka), Unter der Linde (Walzer), Wieder zu Haus (Polka), Winzertanz (Polka)
- 1955 : Auf dem Leiterwagen (Polka), Auf sonnigen Wiesen (Walzer), Die lustigen Oberkrainer (Polka), Die verliebte Sennerin (Walzer), Dorfpolka (Polka), Edelweiß-Polka (Polka), Feierabend (Polka), Resi (Walzer), Sirenen-Polka (Polka), Tanz beim Dorfwirt (Polka), Über Berg und Tal (Polka)
- 1956 : Erinnerung (Walzer), Auf dem Tanzboden (Walzer), Gruß an Innsbruck (Polka), Gute Laune (Polka), Das schöne Land Krain (Walzer), Wies früher war (Walzer)
- 1957 : Sehnsucht nach den Bergen (Walzer), Ohne Sorgen (Polka), Im Wirtshaus an der Drau (Walzer), Gruß vom Gipfel (Walzer), Frühling in den Bergen (Polka), Axamer-Polka (Polka), Sitzen wir froh beim Wein (Walzer), Wir sind ja immer lustig (Polka)
- 1958 : Feuerwehr-Polka (Polka), Kirmes-Polka (Polka), Klarinetten-Polka (Polka), Räder rollen, Peitschen knallen (Polka), Zwei alte Leute (Walzer), Für dich allein (Walzer)
- 1959 : Alpenecho (Walzer), Auf meiner Harmonika (Walzer), Dachstein-Polka (Polka), Die Dorfschöne (Walzer), Die Oberkrainer kommen (Polka), Heimwärts (Polka), In luftiger Höh (Walzer)
- 1961 : Glocken der Heimat (Walzer), Herbstwalzer (Walzer), Ich pfeif auf dich (Walzer), Mein Heimatland (Walzer), Wandern, o wandern (Walzer), Wiegenlied (Walzer)
- 1962 : Abschied (Walzer), Denk mal an mich (Walzer), Du lieber Dorfschmied (Walzer), Mein Schatz leb wohl (Polka), Mondschein-Walzer (Walzer), Nach der Treibjagd (Polka)
- 1963 : Hirtenlied (Walzer), Gruß an Steibis (Walzer), Liebes Mädchen komm (Polka), Tiroler-Ländler (Ländler), Wenn hell die Sonne lacht (Walzer)
- 1964 : Das Katerlied (Walzer), Der verliebte Trompeter (Walzer), Die kleine Eisenbahn (Polka), Ihr Berge der Heimat (Polka), Im Föhnwind (Polka), Tante Mizzi (Polka), Mondnacht an der Adria (Walzer), Trachtenfest (Polka), Unterm Regenschirm (Walzer)
- 1965 : Auf der Sesselbahn (Polka), Birken im Wind (Walzer), In den Sternen stehts geschrieben (Polka), Ja, ja, ja das ist lustig (Walzer), Mutterlied (Walzer)
- autres : Mein München ich sag ade, Es ist so schön ein Musikant zu sein, Ich hör so gern Harmonika, Mein Heimatland, Auf der Autobahn, Großglocknerblick-Polka, Der Wind bringt mir dein Lied, Zauber der Julischen Alpen, Slowenien du mein Heimatland, Heimatträume, Gruß an Steibis, Im Schweizer Hochland, Überall sind wir zuhaus, Schön seid ihr, ihr Karawanken, Das Echolied der Dolomiten, Hinterm Hühnerstall, Franz der Maurergsell, Franz der Siebengscheite, Auf der Idiotenwiese, Das wär schön, Auf gehts Polkatanz, Katharin, Liebste Planinka, Die Liebe in den Bergen, Für meine Besten Freunde, Beim Dämmerschoppen (Slowenischer Wein), Träumende Klarinette.